# Towson University
Die Towson University (TU) ist eine staatliche Universität in Towson unweit von Baltimore im US-Bundesstaat Maryland. Mit 21.917 Studenten im Herbst 2020 war sie der zweitgrößte Standort des University System of Maryland. Die Hochschule wurde 1866 unter dem Namen State Normal School gegründet.

## Studienangebot
Das Studienangebot umfasst unter anderem:
- Geisteswissenschaften
- Gesundheitsberufe
- Naturwissenschaften und Mathematik (The Jess and Mildred Fisher College of Science and Mathematics)
- Pädagogik
- Schöne Künste und Kommunikationswissenschaften
- Wirtschaftswissenschaften
- Graduate Studies and Research
- Honors College

## Zahlen zu den Studierenden
Im Herbst 2020 waren 21.917 Studierende eingeschrieben (2006: 18.011). Davon strebten 18.730 (85,5 %) ihren ersten Studienabschluss an, sie waren also undergraduates. Von diesen waren 60 % weiblich und 40 % männlich; 7 % bezeichneten sich als asiatisch, 26 % als schwarz/afroamerikanisch und 9 % als Hispanic/Latino. 3.187 (14,5 %) arbeiteten auf einen weiteren Abschluss hin, sie waren graduates.

## Sport

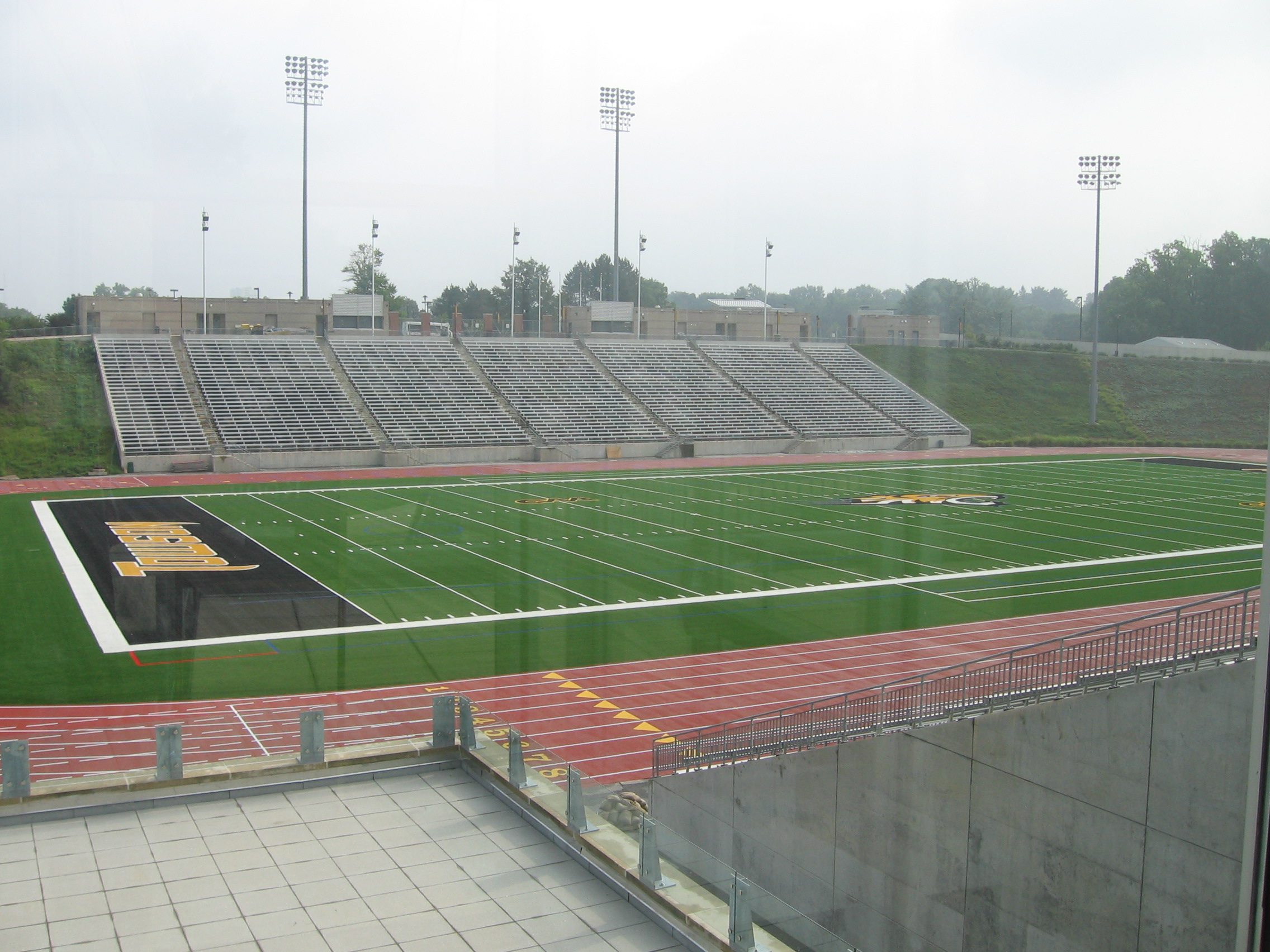
Das Johnny Unitas Stadium der Tigers

Die Sportteams der Towson University sind die Tigers. Die Hochschule ist Mitglied in der Colonial Athletic Association.
Die Towson University bietet das umfangreichste Sportprogramm im Großraum Baltimore mit 20 Uni-Mannschaften, die in der Colonial Athletic Association antreten. Seit ihrem Beitritt zur Liga in der Saison 2001/02 haben die Tigers die CAA-Titel in den Sportarten Lacrosse für Männer und Frauen, Schwimmen für Männer und Frauen, Fußball für Männer, Golf für Männer, Baseball, Leichtathletik und Football gewonnen. In der Geschichte der Leichtathletik, deren Wurzeln bis in die 1920er Jahre zurückreichen, hat Towson Mannschaften und Einzelathleten in Baseball, Basketball, Football, Golf, Gymnastik, Lacrosse, Fußball, Schwimmen, Leichtathletik und Volleyball zu den NCAA-Postseason-Wettbewerben entsandt.
Elf Tigers wurden zu CAA Scholar-Athlete Award Winners für ihre jeweiligen Sportarten ernannt, darunter auch Brandi Gervais, eine Senior Biology/Pre-Dentistry Major mit einem perfekten GPA von 4,0, die 2010 den Cross-Country Award erhielt. Eine Reihe von Sportstudenten haben eine professionelle Karriere eingeschlagen, darunter Jermon Bushrod, der linke Offensive Tackle der New Orleans Saints, die 2009 den Super Bowl gewonnen haben, der ehemalige Major League Baseball Outfielder Casper Wells und der ehemalige National Basketball Association Shooting Guard Gary Neal.

## Persönlichkeiten
- Charles S. Dutton (* 1951), Schauspieler
- Mike Flanagan (* 1978), Regisseur, Produzent und Drehbuchautor
- John Glover (* 1944), Schauspieler
- Stacy Keibler (* 1979), Schauspielerin und Wrestlerin
- Jonathan Leshnoff (* 1973), Komponist und Musikpädagoge
- Howard Rollins (1950–1996),  Film- und Theaterschauspieler
- Mike Rowe (* 1962), Fernsehmoderator
- Dwight Schultz (* 1947), Schauspieler (Das A-Team)
- Drew Van Acker (* 1986), Schauspieler
- Donald Thomas (* 1955), NASA-Astronaut